# Das Feuerwerk
Pour les articles homonymes, voir Feuerwerk.
Das Feuerwerk (en français, Le Feu d'artifice) est une comédie musicale en trois actes de Paul Burkhard sur un livret d'Erik Charell, Jürg Amstein et Robert Gilbert.
Elle est inspirée par Der schwarze Hecht (de), créée en 1939 au Schauspielhaus de Zurich.

## Synopsis
La comédie se passe dans la villa et le jardin de l'industriel Albert Oberholzer au début du XXe siècle. Il fête entouré de sa famille ses 60 ans (ou 50 ans selon certaines versions). Les préparatifs sont en plein essor. Anna, la fille du chef de la famille, répète avec la cuisinière Kati une chanson spécialement créée pour l'occasion. Tante Berta et son mari Fritz arrivent en premier. À peine Anna et Kati les accueillent qu'arrivent tante Paula avec oncle Gustav et tante Lisa avec oncle Heinrich.
Après l'accueil Anna et Kati veulent réciter sa chanson d'anniversaire ; mais il y a encore de la visite : Alexander, le frère d'Albert, le mouton noir de la famille avec sa femme Iduna. Alexander est devenu directeur d'un cirque ambulant et se fait appeler Obolski. Il a beaucoup de choses à raconter. Sa femme Iduna décrit les avantages de son père qu'elle dit être un "merveilleux clown".
Dans une scène de rêve, les tantes d'Anna sont des fauves qui entrent dans l'arène du cirque. Les oncles sont des clowns qui font rire le public. Iduna voltige sur un cheval et Kati est trapéziste. Anna décide d'aller au cirque. Robert ne veut pas croire ce qu'elle dit, mais se laisse aller. Les messieurs Loyal caracolent autour d'Iduna et la flattent.
Iduna montre à Anna que derrière la splendeur du milieu du cirque se cachent beaucoup de misères. Le premier désir est de se fixer. Anna découvre qu'elle n'est pas faite pour le cirque. Son père est si heureux qu'il donne sa bénédiction pour les fiançailles avec Robert.

## Adaptation au cinéma
- Feu d'artifice, film allemand par Kurt Hoffmann sorti en 1954.

## Source, notes et références
- (de) Cet article est partiellement ou en totalité issu de l’article de Wikipédia en allemand intitulé « Das Feuerwerk » (voir la liste des auteurs).